# Lucien Richard
Pour les articles homonymes, voir Richard.
Lucien Richard, né le 29 juillet 1919 à Aigrefeuille-sur-Maine et mort le 21 novembre 2013 à La Planche, est un médecin et homme politique français.

## Biographie
Médecin de profession, il se présente à la députation en 1962 dans la huitième circonscription et fait face notamment au député sortant modéré Jean Allard de Grandmaison : arrivé en tête au premier tour, il est largement élu au second dans une triangulaire.
Réélu député dès le premier tour en 1967 et 1968, il est candidat aux municipales de mars 1971 à La Planche, commune dans laquelle il est conseiller municipal et adjoint au maire. La liste qu'il conduit remporte alors le scrutin et il s'installe dans le fauteuil de maire.
Reconduit dans ses fonctions parlementaires jusqu'en 1986, il figure en troisième position sur la « liste d'union de l'opposition » (RPR-UDF-CNI) conduite par Olivier Guichard. La droite remporte le scrutin et six des dix sièges en jeu dans le département, il est ainsi réélu.
Avec le retour du mode de scrutin qui prévalait avant 1986, il se présente dans la neuvième circonscription nouvellement créée. Il y est élu dès le premier tour le 5 juin 1988. En 1993, il quitte définitivement les bancs de l'Assemblée nationale et deux ans plus tard, il ne sollicite pas un nouveau mandat municipal et cède son siège à Henri Babonneau.

## Détail des fonctions et des mandats
Mandats parlementaires
- 25 novembre 1962 - 2 avril 1967 : député de la 8e circonscription de la Loire-Atlantique ;
- 5 mars 1967 - 30 mai 1968 : député de la 8e circonscription de la Loire-Atlantique ;
- 23 juin 1968 - 1er avril 1973 : député de la 8e circonscription de la Loire-Atlantique ;
- 4 mars 1973 - 2 avril 1978 : député de la 8e circonscription de la Loire-Atlantique ;
- 19 mars 1978 - 22 mai 1981 : député de la 8e circonscription de la Loire-Atlantique ;
- 14 juin 1981 - 1er avril 1986 : député de la 8e circonscription de la Loire-Atlantique ;
- 16 mars 1986 - 14 mai 1988 : député de la Loire-Atlantique ;
- 5 juin 1988 - 1er avril 1993 : député de la 9e circonscription de la Loire-Atlantique.

Mandats locaux
- mars 1971 - mars 1977 : maire de La Planche
- mars 1977 - mars 1983 : maire de La Planche
- mars 1983 - mars 1989 : maire de La Planche
- mars 1989 - juin 1995 : maire de La Planche